# Elga Sorge
Elga Sorge (ur. w 1940 roku jako Helga) – teolożka feministyczna. Jako autorka książek Zehn Erlaubnisse (dosł. "Dziesięcioro pozwoleń"), gdzie powtórnie zinterpretowała Dekalog, oraz Mutterunsere (w wolnym tłumaczeniu "Wspólność matki"/"Matczyna wspólność") wpłynęła na wiele swoich koleżanek oraz feministek.
Elga studiowała teologię w Getyndze, później zaś uczyła w szkole kształcącej nauczycieli religii w Kassel. W swoim dziele Frau und Religion: weibliche Spiritualität im Christentum (dosł. "Religia i kobieta: żeńska duchowość w chrześcijaństwie") starała się napisać na nowo znane wersety biblijne tak, że Bóg oraz Jezus wykazywali cechy kobiece, na przykład w Księdze Jeremiasza, w rozdziale 44. wspomniana została królowa nieba:

Raczej wprowadzimy w czyn wszystko, co postanowiliśmy sobie: składać ofiary kadzielne królowej nieba, składać na jej cześć ofiary płynne, podobnie jak to czyniliśmy my, nasi przodkowie, nasi królowie oraz nasi przywódcy w miastach judzkich i na ulicach Jerozolimy. Wtedy mieliśmy pod dostatkiem chleba, powodziło się nam dobrze i nie spotkało nas nic złego.

W nowym zapisie Sorge wystąpiła już Bogini Nieba. Ostatecznie natomiast zastąpiła Boga Boginią-Ziemią.
Poza tym proponowała używanie słowa "teasofia" (niem. "Thea-sofia") zamiast "teologia", ażeby podkreślić mądrość pochodzącą od Bogini. Patriarchalny wizerunek Boga w judaizmie i chrześcijaństwie rozważyła w książce "Frau und Religion":

Żydowsko-chrześcijański obraz Boga jest jednostronnie męski (…) Zawiera [on] przerażająco okrutne, wrogie życiu i miłości cechy. Ponieważ trwożący podbój nie daje się pogodzić z ufną miłością, obraz ten popiera zniszczenie miłości (…) Narzuca [on] wyznawcom sadystyczno-duchowe zachowanie wiary.

Nie uznaje również odkupienia win ludzi przez śmierć Jezusa na krzyżu, ponieważ:

Jezus nie stawiał krzyża w centrum swojej nauki.

W swojej nauce tak bardzo oddaliła się od dogmatów chrześcijaństwa, iż w roku 1989 Kościół Ewangelicki w Kurhessen-Waldeck podjął wobec niej postępowanie dyscyplinarne. Pod wpływem tego Sorge zrezygnowała ze uprawiania zawodu.